# Русская почта в Китае
Русская почта в Китае — почтовая служба, организованная правительством Российской империи на территории Китая и функционировавшая в период с 1870 по 1920 год.

## История
Согласно высочайше утверждённому 23 марта (4 апреля) 1870 года мнению Государственного Совета, русская почта в Китае была учреждена как частное предприятие, состоявшее под покровительством русского правительства и получавшее от него субсидию в размере 17 600 рублей в год. Русская почта содержалась между Кяхтой и Тяньцзинем, и по этому тракту были учреждены четыре русские почтовые конторы — в Урге, Калгане, Пекине и Тяньцзине. В этих конторах принималась и отправлялась всякого рода корреспонденция во все места России и за её пределы.
В течение месяца по китайской территории проходило (за исключением эстафет) восемь русских почт — по три так называемых лёгких почты и по одной тяжёлой в каждую сторону. Лёгкие почты доставлялись между Кяхтой, Ургой и Калганом на двух верховых лошадях, при одном ямщике-монголе; далее из Калгана до Пекина и Тяньцзиня они доставлялись китайцами на мулах или осликах. С лёгкими почтами отправлялась только заказная и простая корреспонденция, казённые простые пакеты и периодические издания; с тяжёлыми почтами — всякого рода корреспонденция и посылки. Тяжёлые почты следовали по Монголии на верблюдах и во вьюках, а по Китаю — на мулах, вьюками или на телегах.

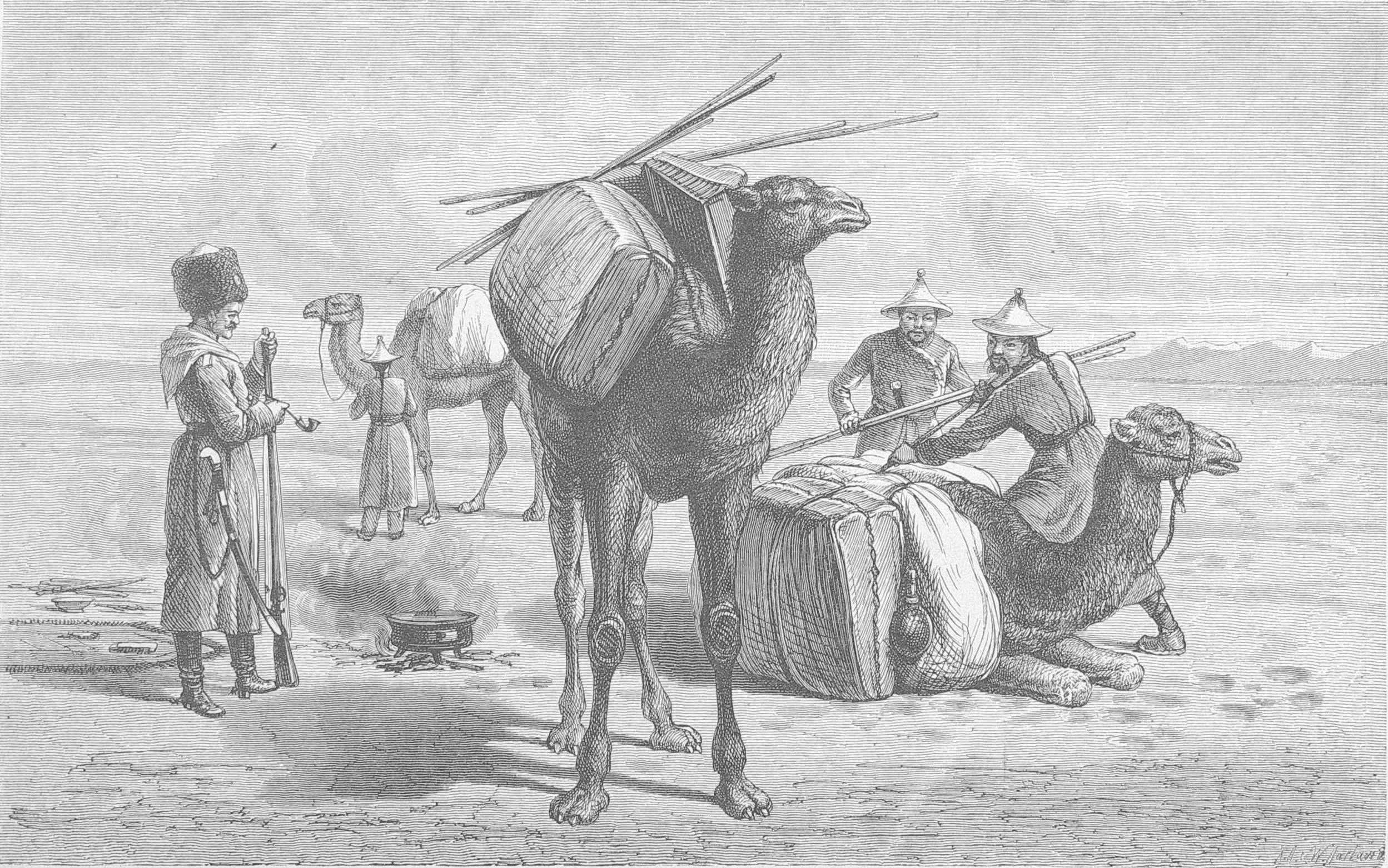
Русско-китайское почтовое сообщение. Тяжёлая почта на верблюдах и во вьюках (1881)

Между Пекином и Тяньцзинем, по открытии навигации (от Тунчжоу), тяжёлые почты доставлялись на лодках по реке Байхе. Кроме ямщиков, тяжёлые почты сопровождались на всём пути двумя казаками.

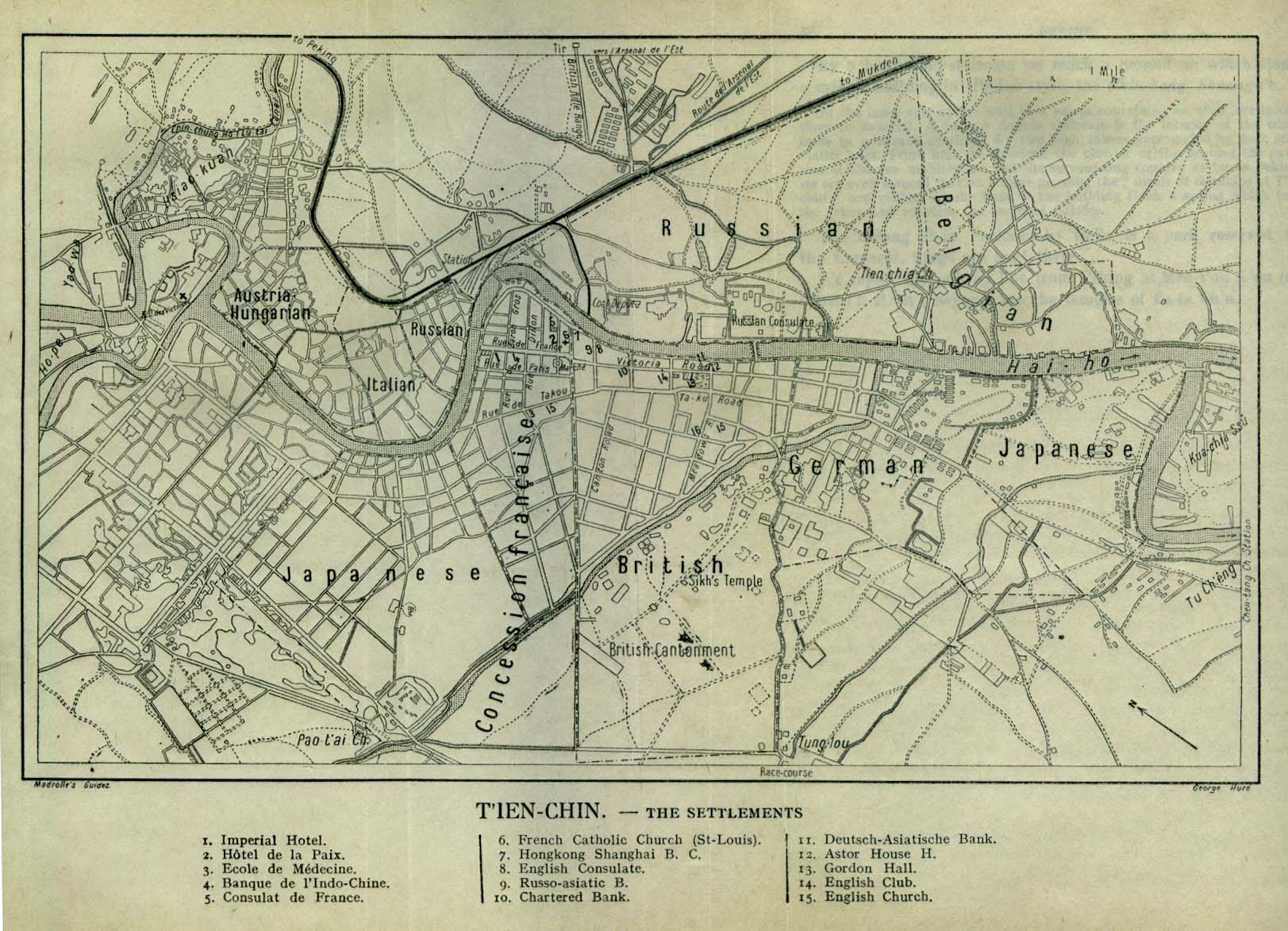
Российская и другие иностранные концессии в Тяньцзине в 1912 году — конечный пункт курсирования русской почты в Китае

Срок доставки лёгкой почтой действующими контрактами исчислялся между Кяхтой и Калганом для летнего времени в восемь, в зимнюю пору — в 9,5 суток, для тяжёлой почты — летом в 21 сутки, а зимой — в 23. Между Калганом и Пекином лёгкая почта ходила как летом, так и зимой двое суток, а тяжёлая — четверо суток; лёгкая почта между Пекином и Тяньцзинем — одни сутки, тяжёлая — двое. Плата за доставку почты в месяц составляла: по Монголии — 750 рублей серебром, по Китаю — 156 рублей серебром.

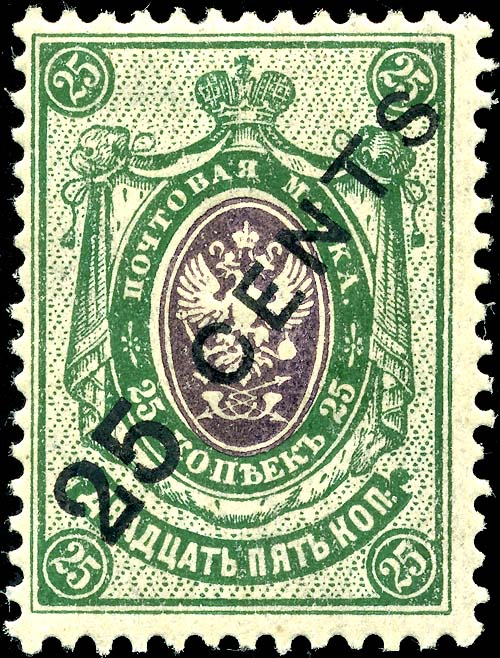

В целом движение русской почты по Китаю, за исключением периода наводнений, совершалась в царское время довольно исправно, хотя по Монголии она часто запаздывала, иногда на срок до пяти суток.
В дальнейшем почтовые учреждения были открыты в Шанхае (1897), Яньтае (1897), Ханькоу (1897), Порт-Артуре (1899—1904) и Даляне (1899—1904). Всего в Китае было организовано 40 отделений русской почты.
Осенью 1920 года все русские почтовые отделения в Китае прекратили свою работу и были закрыты.

## Выпуск почтовых марок

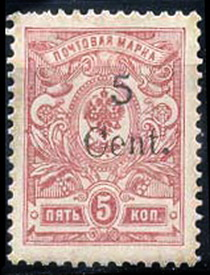

Первоначально для оплаты почтовых услуг русской почты в Китае использовались марки Российской империи. В 1899 году русские почтовые учреждения в Китае преобразовали в заграничные конторы, были выпущены специальные марки и цельные вещи. Так как в то время курсы китайской и российской валют были примерно равными, номиналы марок указывались в рублях и копейках. При продаже марок почтовые отделения принимали оплату в китайской валюте по курсу 1 китайский цент за 1 русскую копейку. С конца 1916 года из-за падения курса рубля были выпущены марки с надпечатками в китайской валюте. Причём надпечатывались они в России и доставлялись в Китай.
Выпуск марок начался в 1899 году, когда на марках России производилась диагональная типографская надпечатка на русском языке «КИТАЙ» синего, красного или чёрного цвета (Sc #1—40, 42—45, 47).
В сентябре 1916 года Министерство внутренних дел России приняло решение надпечатывать вместо слова «Китай» стоимость в местной валюте — центах и долларах. С 1917 года выпуск с чёрной типографской диагональной надпечаткой на английском языке новых номиналов поступил в русские почтовые конторы Китая (Sc #50—66, 68, 70) и был дополнен в 1920 году (Sc #72—80)[≡]. Он использовался вместе с марками прежних выпусков.
В октябре 1920 года в связи с тем, что расход марок мелких номиналов пополнить поставками из центра не предоставлялось возможным, был осуществлён последний выпуск марок русской почты в Китае. Типографские горизонтальные надпечатки нового номинала красного и чёрного цвета были выполнены в подвалах Софийского собора в городе Харбине (отсюда его название «Харбинский выпуск»). Наряду со знаками почтовой оплаты центрального изготовления эти марки предназначались для использования во всех функционировавших тогда учреждениях русской почты в Китае (Sc #72—80)[≡].
«Каталог-справочник отечественных знаков почтовой оплаты» (1990)[≡] выделяет в общей сложности семь выпусков марок русской почты в Китае, которые указаны в таблице ниже.
| № выпуска | Дата выпуска | Описание выпуска |
| --------- | ------------ | --- |
| 1         | 1899—1904    | Первый выпуск почтовых марок русской почты в Китае. Типографская диагональная надпечатка «КИТАЙ» тёмно-синего и красного цветов на марках России 12-го и 11-го выпусков |
| 2         | 1904—1908    | Типографская диагональная надпечатка «КИТАЙ» тёмно-синего и красного цветов на марках России 13-го и 15-го выпусков                                                     |
| 3         | 1907         | Типографская диагональная надпечатка «КИТАЙ» тёмно-синего и красного цветов на марках России 16-го выпуска                                                              |
| 4         | 1908         | Типографская диагональная надпечатка «КИТАЙ» тёмно-синего и красного цветов на марках России 14-го выпуска                                                              |
| 5         | 1910—1916    | Типографская диагональная надпечатка «КИТАЙ» тёмно-синего, чёрного и красного цветов на марках России 17-го и 19-го выпусков[≡]                                         |
| 6         | 1917         | Типографская диагональная надпечатка номинала в китайской валюте чёрного цвета на марках России 13-го, 16-го, 17-го и 19-го выпусков[≡]                                 |
| 7         | 1920         | «Харбинский выпуск». Типографская горизонтальная надпечатка номинала в китайской валюте чёрного и красного цветов на марках России 17-го, 20-го и 21-го выпусков[≡]     |

По данным Л. Л. Лепешинского (1967), всего было выпущено 35 почтовых марок русской почты в Китае. В каталоге «Скотт» таковых перечислено 80 марок, не считая разновидностей[≡].